# Rákoscsaba megállóhely
Rákoscsaba megállóhely Budapest egyik vasúti megállóhelye a XVII. kerületben, Rákoscsabán, a Budapest–Hatvan-vasútvonalon, melyet a Magyar Államvasutak Zrt. (MÁV) üzemeltet.

## Története

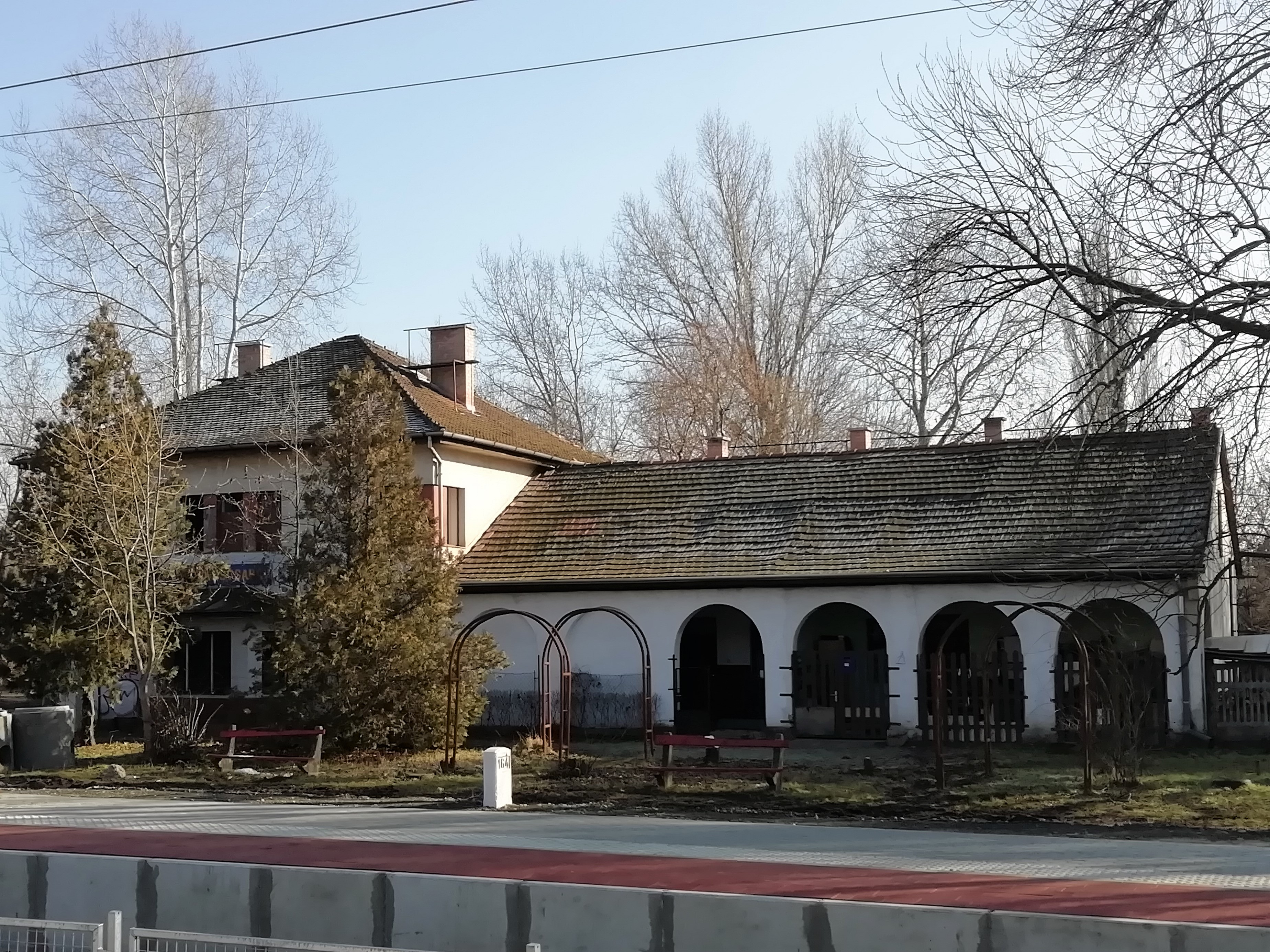
A vasútállomás épülete. Jelenleg részben üres, részben lakóházként funkcionál

Egykor futott egy iparvágány Rákos vasútállomástól egészen Rákoscsaba megállóhelyig, ahol volt egy vasúti rakodó is, ám ezt az idők során fokozatosan visszabontották az egykori Rákoskeresztúr megállóhelyig, pontosabban a megállóval szemben lévő Egyesült Vegyiművek telephelyéig, mígnem 2019-ben azt is elbontották. Ennek egy részét 2021-ben elkezdték újra kiépíteni Rákosliget megállóhelyig, de ipari helyett már kizárólag személyforgalmi szempontból.
2010-ben a vasútállomás mellé európai uniós forrásból épült egy 135 férőhelyes P + R parkoló, valamint egy 20 kerékpár tárolására alkalmas biciklitároló (bike and ride) és egy buszforduló. A buszforduló 2014-ig kihasználatlanul állt, amikor is az akkor létesített 298-as busz végállomása lett. Ez 2019-ben bővült a 269-es busszal. Mindkét buszjárat kifejezetten a vasúti közlekedéshez lett optimalizálva.
2018-ban a Budapest–Hatvan-vasútvonal felújításának keretében az állomást jelentősen átépítették. Az addigi középső szigetperon helyett két oldalt alakítottak ki peronokat a le és felszálláshoz, amihez a vágányok nyomvonalát is módosították, valamint az évtizedek óta használaton kívüli, romos, lefalazott vasúti rakodó-raktárépületet elbontották. 2020-2021-ben zajvédőfal épült a vasút mentén a teljes XVII. kerületben, így az állomás mellett is.

## Megközelítés budapesti tömegközlekedéssel
- Busz:  98, 176E, 198, 269, 275, 298
- Elővárosi busz:  482, 504
- Éjszakai busz:  908

## Forgalom
| Járat        | Útvonal | Gyakoriság           |
| ------------ | --- | -------------------- |
| S80          | Budapest-Keleti – Kőbánya felső – Rákos – Akadémiaújtelep – Rákosliget – Rákoscsaba-Újtelep – Rákoscsaba – Pécel – Isaszeg – Gödöllő-Állami telepek – Gödöllő (– Máriabesnyő – Bag – Aszód – Hévízgyörk – Galgahévíz – Tura – Hatvan – napi 1 tovább Füzesabony felé) | Félóránként          |
| InterRégió   | Miskolc-Tiszai → Nyékládháza → Mezőkövesd → Füzesabony → Hatvan → Isaszeg → Pécel → Rákoscsaba → Rákosliget → Akadémiaújtelep → Budapest-Keleti | Napi 1 Budapest felé |
| személyvonat | Gyöngyös → Gyöngyöshalász → Vámosgyörk → Hatvan → Tura → Aszód → Bag → Máriabesnyő → Gödöllő → Isaszeg → Pécel → Rákoscsaba → Rákoscsaba-Újtelep → Rákosliget → Akadémiaújtelep → Rákos → Kőbánya felső → Budapest-Keleti                                             | Napi 1 Budapest felé |